# 2-Éthylhexanal
Le 2-éthylhexanal est un composé organique de la famille des aldéhydes, de formule brute C8H16O. Il se présente sous la forme d'un liquide blanc légèrement odorant. Il intervient dans le métabolisme des moisissures et bactéries xénobiotiques. On le trouve notamment dans le trèfle des prés.

## Synthèse
Le 2-éthylhexanal peut être synthétisé à partir du butanal par aldolisation catalysée en milieu basique, suivie d'une hydrogénation. La synthèse one-pot directement à partir du propylène est possible, elle se fait par hydroformylation, puis aldolisation. 